# 扎什基夫
扎什基夫（烏克蘭語：Жашків，羅馬化：Zhashkiv，發音：[ˈʒɑʃkiu̯] ⓘ；亦按俄語译为扎什科夫）是乌克兰切爾卡瑟州烏曼區扎什基夫市镇的城市及该市镇的行政中心，2020年7月18日前为扎什基夫區的行政中心。該市面積13平方公里，海拔高度229米，2022年人口数量为13,242人。第二次世界大戰期間，納粹德國在1941年7月19日至1944年1月6日佔領該市。

## 图集

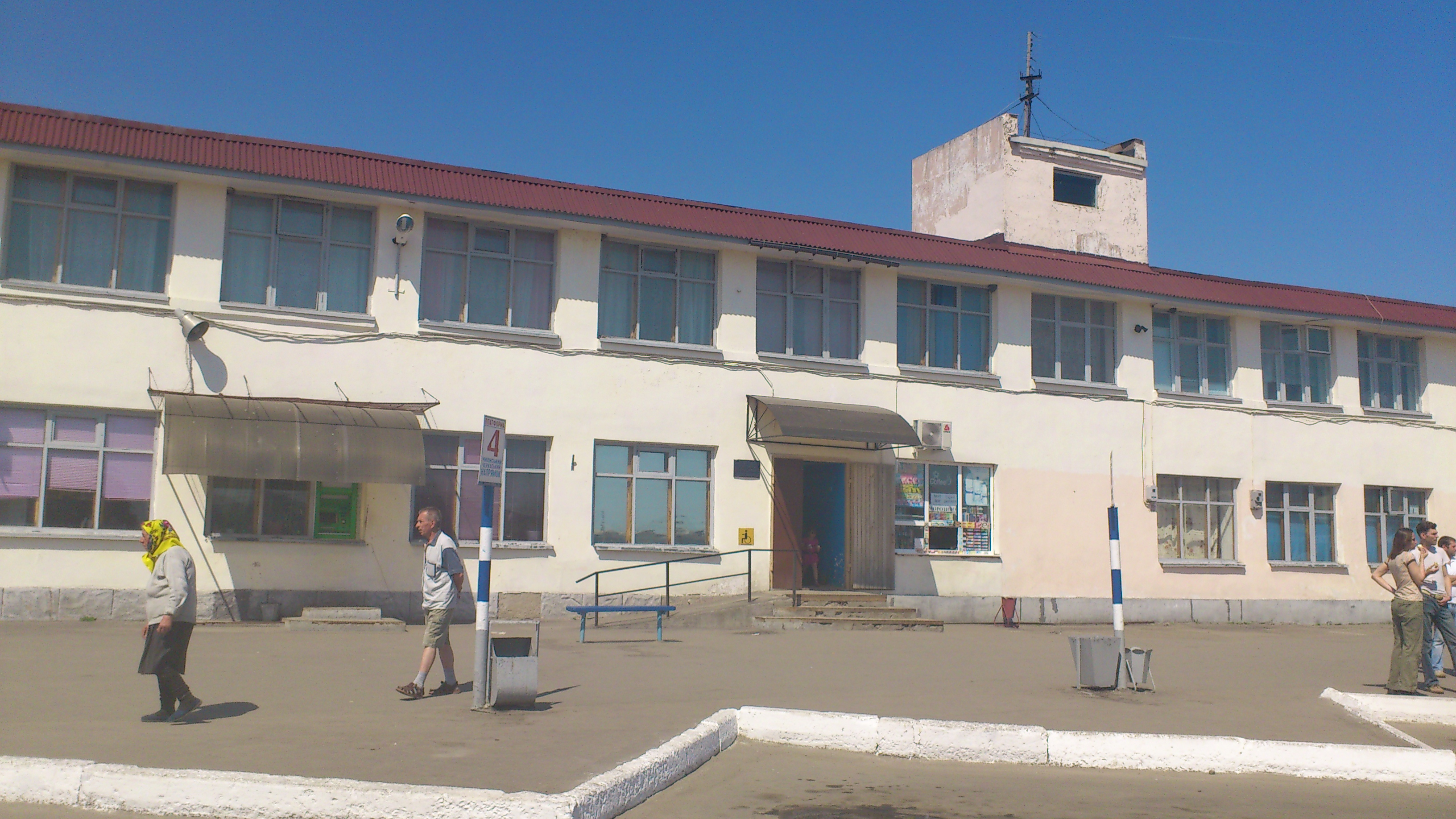
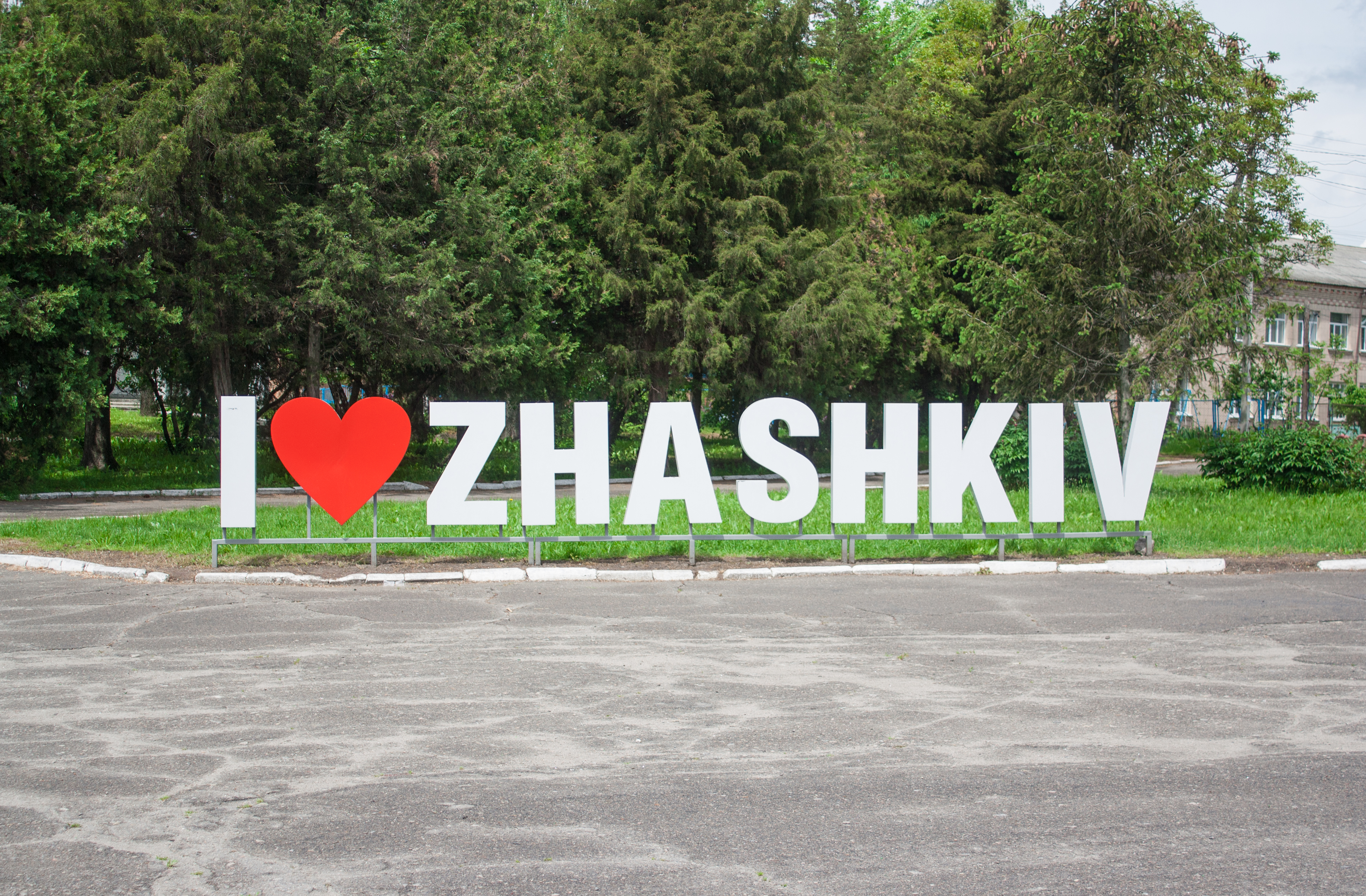

## 備註
1. ↑  俄语：，羅馬化：Zhashkov